# Scottish Open 1931
Die Scottish Open 1931 waren die 19. Austragung dieser internationalen Meisterschaften von Schottland im Badminton. Sie fanden Anfang des Jahres in Glasgow statt. Gemeinsam mit den offenen Titelkämpfen fanden auch die geschlossenen nationalen Titelkämpfe von Schottland statt.

## Finalresultate
| Disziplin    | Sieger                             | Finalist                        | Ergebnis          |
| ------------ | ---------------------------------- | ------------------------------- | ----------------- |
| Herreneinzel | Raymond M. White                   | Donald C. Hume                  | 11–15, 15–4, 15–1 |
| Dameneinzel  | Betty Uber                         | Margaret Tragett                | 11–5, 11–3        |
| Herrendoppel | K. G. Livingstone Raymond M. White | T. P. Dick Frank Hodge          | 18–17, 15–9       |
| Damendoppel  | Marian Horsley Betty Uber          | Margaret Tragett C. T. Duncan   | 15–12, 15–4       |
| Mixed        | T. P. Dick Marian Horsley          | Donald C. Hume M. K. King Clark | 17–15, 18–15      |

## Sieger der Closed Scottish Championships
| Disziplin    | Sieger                          |
| ------------ | ------------------------------- |
| Herrendoppel | James Barr T. G. Dempster       |
| Damendoppel  | Dorothy Stenhouse J. M. Cassils |
| Mixed        | James Barr M. K. King Clark     |